# Copablepharon albisericea
Copablepharon albisericea là một loài bướm đêm trong họ Noctuidae.